# Jalandhar (distrikt)
Jalandhar (engelska: Jalandhar district, franska: District de Jalandhar, marathi: जलंधर, gujarati: જલંધર જિલ્લો, hindi: जालंधर जिला) är ett distrikt i Indien.   Det ligger i delstaten Punjab, i den norra delen av landet, 300 km nordväst om huvudstaden New Delhi. Antalet invånare är 2 193 590. Arean är 2,6 kvadratkilometer. Jalandhar gränsar till Kapurthala.
Terrängen i Jalandhar är mycket platt.
Följande samhällen finns i Jalandhar:
- Jalandhar
- Nakodar
- Kartārpur
- Jandiāla
- Phillaur
- Bhogpur
- Ādampur
- Shāhkot
- Nūrmahal
- Alāwalpur